# Colin Salmon
Pour les articles homonymes, voir Salmon.
 (juillet 2023).
Colin Salmon, né le 6 décembre 1961 à Bethnal Green, près de Londres, en Angleterre, est un acteur britannique.
Dès les débuts des années 1990 il a été acclamé par l'audience de part et d'autre de l'Atlantique pour son interprétation dans la minisérie policière Suspect numéro 1 (saison 2) (1992), il est le premier acteur noir à avoir incarné Frantz Fanon (1996) à l'écran, mais il est plus célèbre pour avoir joué le rôle de l'agent secret Charles Robinson qui est aussi le chef d'état-major de M et dont le rôle est d'assister James Bond dans ses missions les plus délicates ; devenant ainsi le premier acteur noir de l'histoire du cinéma à incarner un agent secret britannique aux services secrets de Sa Majesté britannique (le MI6).
Pour sa performance dans la peau de l'agent secret Charles Robinson, Salmon a été apprécié par le grand public comme étant un des acteurs les plus attrayants de la série des James Bond.
Le site «The Suits of James Bond » l'a classé parmi les acteurs les plus élégants et les mieux habillés de la série des James Bond: « Mais ce n'est que lors de son troisième et dernier film de Bond qu'il s'est habillé presque à un niveau d'élégance comparable à celui de James Bond. Cela ne veut pas dire qu'il est habillé comme Bond. ».
Colin Salmon est généralement considéré comme « le leader des acteurs noirs britanniques» puisqu'il a personnifié durant les années 1990 l'ouverture de la télévision britannique et du cinéma britannique aux autres ethnies à travers notamment ses rôles respectifs dans Suspect numéro 1 (saison 2) et dans les films de la série James Bond, favorisant ainsi l'émergence d'une majorité d'acteurs noirs britanniques dans les années 1990 et au-delà.
Il est aussi considéré comme « une figure emblématique de la beauté noire masculine » en rapport à son physique altier et au rôle qu'il a tenu dans la série James Bond.
Son interprétation du rôle de l'inspecteur Robert Oswald où il fait face à Dame Helen Mirren dans la deuxième saison de la série télévisée britannique Suspect numéro 1 ainsi que son rôle de Charles Robinson dans les films de la série James Bond et surtout le fait qu'il soit connu pour avoir joué un rôle prépondérant pour l'émergence des acteurs noirs en devenant le premier acteur noir à se porter candidat au rôle prestigieux de James Bond ont fait de Colin Salmon ce que les Anglo-Saxons appellent un « role model » pour les acteurs noirs après Sidney Poitier, et Denzel Washington, il a failli devenir le premier James Bond noir au cinéma après Pierce Brosnan.
En 2013, malgré les excellentes performances de Daniel Craig dans les films James Bond, Pierce Brosnan a réitéré dans le HuffPost, le Irish Independent, et le Daily Telegraph son souhait de voir Colin Salmon succéder à Daniel Craig : « J'ai toujours suggéré le nom de Colin Salmon dans les délibérations. C'est quelqu'un avec qui j'ai travaillé à plusieurs reprises toutes ces années. Il est incroyable et je pense qu'il pourrait être essentiel à la série. »,,.

## Biographie

### Enfance et débuts dans la musique et le théâtre
Colin Roy Salmon est né le 6 décembre 1961 à Bethnal Green, qui est une zone (ou une région) située dans le district londonien de Tower Hamlets, dans l'East End de Londres ; c'est une région londonienne dont la particularité est d'être peuplée par diverses populations d'origine étrangère.
Par la suite, il a passé son enfance dans la ville de Luton ; il est le fils d'une infirmière (Sylvia Ivy Brudnell Salmon). Il allait à l'école primaire à la Ramridge Primary School, et par la suite il a fait son secondaire à la Ashcroft High School.
Pendant sa scolarité à la Ashcroft High School, Salmon découvre sa voie dans la musique et souhaite devenir musicien au lieu de poursuivre sa scolarité. À 16 ans, il est renvoyé de la Ashcroft High School, et il devient batteur par la suite, et forme avec trois camarades de classe un groupe de rock punk dont le nom est The Friction ; ils avaient l'habitude de jouer aux alentours de la ville de Luton vers la fin des années 1970 et le début des années 1980. Il a aussi brièvement travaillé avec un autre groupe dont le nom était les Tee vees.
Malgré son succès dans la musique, Colin Salmon est très ambitieux et parfaitement conscient qu'il possède de nombreux dons artistiques, et surtout un physique qui fait impression, c'est pour cette raison qu'il décide par la suite de s'orienter vers les arts dramatiques, afin de suivre une formation d'acteur. Par la suite, il va quitter Luton pour essayer de se trouver une place à Londres, n'ayant aucune connaissance pour l'aider à se loger, il va finir par vivre dans le plus grand squat d'Europe d'alors, à Willesden green. 
Durant ces périodes difficiles de sa vie, Il va connaître des moments laborieux d'un jeune homme noir qui vit dans la rue en n'étant notamment victime d'harcèlements à caractère racial à plusieurs reprises durant ses périodes de sa jeunesse où il vivait dans la rue, basculant ainsi quelquefois dans l'alcoolisme pour essayer d'échapper aux dures réalités de la vie. Pour survivre, il va devenir artiste de rue en jouant de la trompette pour essayer de gagner un peu d'argent. Par la suite, ce qui va le sauver de la rue et de l'échec, c'est son talent de trompettiste et la bonté d'un acteur du Tricycle Theatre de Kilburn à Londres. Un jour, alors qu'il jouait de la trompette devant le Tricycle Theatre, un acteur d'origine sud-africaine appelé John Matshikiza va l'inviter à l'intérieur du théâtre pour regarder un spectacle, et va par la suite l'intégrer parmi les acteurs du théâtre pour le remettre sur pieds afin de l'aider à sortir de la rue. En guise de reconnaissance à l'égard de cet acteur qui le sauva de la galère, il déclara dans une interview en 2009 avec The Daily Mirror :

 « John Matshikiza was like my big brother, he saved my neck. Him, I suppose, and my trumpet playing. Without him I would be dead. » (« John Matshikiza était comme un grand frère, il m'a sauvé la peau, je suppose, et ma trompette jouant. Sans lui je serai mort. »).

La particularité de Salmon, c'est qu'il n'a pas suivi une formation classique d'acteur de théâtre; en 1989, il débute directement dans la pièce All or Nothing at All de Caryl Phillips au Tricycle Theatre. 
Pendant ses années d'acteur de théâtre, il étudia la thérapie par le théâtre, ce qui lui permit de travailler dans des hôpitaux psychiatriques. Par la suite, il va devenir une figure familière dans le monde du théâtre et parmi le public. Et du Tricycle Theatre, il décrochera par la suite le rôle qui va le rendre célèbre dans la série policière Suspect numéro 1 aux côtés d'Helen Mirren. 
Et bien qu'il soit devenu un acteur par la suite, en dehors des tournages, il renoue parfois avec le théâtre; le 08 juillet 1998, il a notamment joué dans la pièce After Darwin de la célèbre écrivaine britannique Timberlake Wertenbaker au Hampstead Theatre; en septembre 2001, il joua dans la pièce Beckett Honor of God du dramaturge français Jean Anouilh au Southwark Playhouse, et le 11 novembre 2006, il joua dans la pièce Indian Boy de l'écrivaine écossaise Rona Munro au Royal Shakespeare Theatre dans la région du Warwickshire,.
En dehors des tournages, il est aussi parfois trompettiste, et joue avec son propre quartette de jazz dans des lieux comme le Dorchester Grill Room, le restaurant du célèbre hôtel (5 étoiles) londonien le Dorchester Hotel, ou dans des évènements comme le Cheltenham Festivals du Royaume-Uni.

### Carrière cinématographique

#### Débuts
La deuxième saison de Suspect numéro 1 débute avec ses enquêtes policières dans un quartier jamaïcain, et le choix de Colin Salmon (à la suite d'une audition) pour le rôle de l'inspecteur Robert Oswalde était un choix judicieux ; car il fallait pour le rôle un acteur noir talentueux qui connaisse le milieu jamaïcain tout en ayant la classe et le flegme britannique et qui soit capable de donner la réplique à Helen Mirren qui est non seulement l'actrice principale de la série, mais aussi une des plus grandes actrices britanniques.
Certes, Colin Salmon n'est pas l'acteur principal de la série mais c'est lui que la deuxième saison de Suspect numéro 1 met en valeur aux yeux du public en le présentant notamment comme un acteur doté d'un physique majestueux, et d'une taille avantageuse et noble (il n'est pas vraiment un "6 feet 4" (1,93 m), mais ce que les britanniques appellent « a strong "6 feet 4" » c'est-à-dire 1,94 m,,,) ; le mérite de la série est d'avoir su si bien mettre en valeur l'un des atouts majeurs de son physique majestueux: son port de tête altier.
En effet, en ce qui concerne la beauté physique de Salmon sa partenaire Helen Mirren dans la deuxième saison de la série policière Suspect numéro 1 ne tarit pas d'éloges: 
« He's the kind of person who melts women's hearts» (« C'est le genre d'homme qui fait fondre le cœur des femmes »)
Dans la deuxième saison de la série policière Suspect numéro 1 Colin Salmon incarne l'inspecteur Robert Oswalde, un inspecteur personnifiant un idéal masculin noir sur le plan esthétique, et dont la mission consiste à enquêter sur un crime à caractère sexuel commis dans un quartier jamaïcain de Londres. Dès le début de sa prise de fonction en qualité d'officier de police, il doit d'abord lutter contre le racisme de certains de ses collègues policiers qui ne le considère pas à sa juste valeur parce qu'il est noir ; le point d'orgue de cette lutte contre le racisme dans la deuxième saison de Suspect numéro 1 sera sa rivalité sur le plan esthétique qui l'oppose à Craig Fairbrass, qui interprète le rôle de l'inspecteur Franky Burkin, un inspecteur blanc ayant un physique avantageux, une grande taille (il mesure 1,91 m), et personnifiant le standard de beauté de la population blanche masculine, mais raciste. Vers la fin de l'année 1992, quand la série passe sur les petits écrans en Grande-Bretagne, elle reçoit les acclamations du public.
Le passage de la deuxième saison de la série policière Suspect numéro 1 (Saison 2) dans le reste de l'Europe et aux États-Unis est un triomphe. La rivalité sur le plan esthétique qui oppose Colin Salmon à Craig Fairbrass dans cette série policière va concéder à Colin Salmon par la suite un statut de fierté retrouvé sur le plan esthétique auprès du public noir dans le monde cinématographique bien que Suspect numéro 1 (Saison 2) ne soit que le deuxième épisode d'une série télévisée britannique et non un film issu du cinéma.
La prestation de Colin Salmon dans Suspect numéro 1 (Saison 2) (1992) combiné à celle de Denzel Washington dans Malcolm X (1992) et dans L'Affaire Pélican (1993) en outre-Atlantique aura pour effet d'une part, de bousculer le monde du cinéma dans ses préjugés sur les acteurs noirs, et d'autre part de révolutionner et de redéfinir les standards de l'acteur noir qui était défini par Eddie Murphy durant toutes les années 1980.
Du jour au lendemain, sa prestation dans la peau de l'inspecteur Robert Oswalde dans la deuxième saison de la série policière Suspect numéro 1 va concéder à Colin Salmon par la suite un statut d'icône de la beauté noire masculine parmi les acteurs et les célébrités noirs, il devancera notamment le basketteur afro-américain Clyde Drexler dans le classement des « 50 plus belles célébrités du monde » (« 50 Most Beautiful People ») publié par People Magazine's 50 Most Beautiful People en 1993
 ; devenant ainsi le rival noir de Denzel Washington sur le plan esthétique. 
Tandis que la prestation de Denzel Washington dans la peau de Malcolm X (1992) va octroyer à Denzel Washington par la suite un statut de leader charismatique parmi les acteurs noirs ; et sa prestation dans L'Affaire Pélican (1993) va le révéler au public comme la célébrité noire masculine la plus séduisante, devenant ainsi le premier acteur noir de l'histoire du cinéma à être désigné « homme vivant le plus sexy » du monde (« Sexiest man alive ») par le magazine People en 1996.
Durant les années 1990, Denzel Washington et Colin Salmon vont incarner un nouveau type d'acteurs noirs. Grâce à leur charisme, à leur jeu d'acteurs efficace, et à leur présence physique à l'écran, ils vont être à l'origine de l'engouement du public pour les acteurs noirs ; ils ont ouvert des voies à des rôles qui étaient auparavant inaccessibles aux communs des acteurs noirs. Durant les années 1990, ils feront figurent de précurseurs et de fers de lance pour tous les autres acteurs noirs l'un (Denzel Washington) à Hollywood, et l'autre (Colin Salmon) dans la série des James Bond.
Entre-temps en 1993, il apparaît respectivement dans le téléfilm Tomorrow Calling, dans la série télévisée Lovejoy (The Kakiemon Tiger) (saison 5 épisode 4), et dans la série télévisée Between the lines (The Fifth Estate) (saison 2, épisode 7). En 1994, il débute au cinéma avec le film Passion Sous Surveillance. En 1995, on le retrouve dans le film All Men Are Mortal. Fort de sa prestation dans la peau de l'inspecteur Robert Oswalde (Suspect numéro 1 saison 2), le réalisateur Isaac Julien lui offre le rôle de Frantz Fanon, un psychiatre martiniquais qui a lutté contre les complexes d'infériorités des noirs, et contre le colonialisme en Algérie, dans le film Frantz Fanon : Peau noire, masque blanc  et c'est avec ce film qu'il conclut ses remarquables débuts d'acteurs en 1996.

#### Les années Charles Robinson (James Bond)
En 1996, Albert R. Broccoli décède, c'est à sa fille Barbara Broccoli et à son beau-fils Michael G. Wilson que reviennent la responsabilité de continuer la série des James Bond. Ils souhaitent que Demain ne meurt jamais le film qu'ils doivent produire soit dédié à la mémoire d'Albert R. Broccoli.
Michael Kitchen qui a tenu le rôle de Chef d'état-major de M dans GoldenEye (1995) était indisponible pour reprendre son rôle de chef d'état-major dans Demain ne meurt jamais en raison de son emploi du temps trop chargé. Pour remplacer Michael Kitchen dans son rôle de Chef d'état-major, les producteurs Barbara Broccoli et son demi-frère Michael G. Wilson voulaient un acteur personnifiant l'ouverture du cinéma britannique aux autres ethnies qui puisse compléter parfaitement la prestation de Judi Dench dans son rôle de M, d'où le choix de Colin Salmon pour remplacer Michael Kitchen dans le rôle de chef d'état-major pour le film Demain ne meurt jamais ce qui va s'avérer être encore une fois de plus un excellent choix. Il possède le physique et le charisme indispensable pour incarner un agent secret dans la série des James Bond, et le duo qu'il forma avec Helen Mirren dans Suspect numéro 1 (Saison 2) marqua les esprits du public en Angleterre et en outre-Atlantique, et le fait qu'il incarne un agent secret (Charles Robinson) et qu'il complète le jeu de Judi Dench peut être considéré comme une suite logique du rôle d'inspecteur qu'il tenait déjà dans Suspect numéro 1 (Saison 2), étant donné qu'il y a de nombreuses similitudes entre Helen Mirren et Judi Dench notamment par le fait qu'elles sont toutes les deux considérées comme de très grandes actrices en Angleterre, et l'autre particularité c'est qu'elles possèdent une même présence physique à l'écran et une personnalité similaire c'est-à-dire qu'elles sont deux actrices réputées pour incarner des femmes fortes à l'écran, et surtout il y a des similitudes entre le rôle que tient Judi Dench dans la série des James Bond, et celui d'Helen Mirren dans la série policière Suspect numéro 1 (Prime Suspect) : elles incarnent des femmes chefs d'une unité qui se battent pour s'imposer dans un monde conçu par les hommes.
Salmon a incarné l'agent secret Charles Robinson, le chef d'état-major de M, dans trois films de James Bond, les 3 films ont été produits par la société de production EON Productions:
- 1997 : Demain ne meurt jamais (Tommorow Never Die), réalisé par Roger Spottiswoode
- 1999 : Le monde ne suffit pas (The World Is Not Enough), réalisé par Michael Apted
- 2002 : Meurs un autre jour (Die Another Day), réalisé par Lee Tamahori

Sa prestation dans la peau de Charles Robinson dans Demain ne meurt jamais en 1997 a été louée par les critiques. Les auteurs Lee Pfeiffer et Dave Worral l'ont décrit dans le livre James Bond le guide officiel comme « un bel homme qui possède une voix de baryton qui force le respect », et ils ont aussi ajouté que « son approche froide et efficace du rôle complète élégamment la prestation de Judi Dench ».
En 1999, dans Le monde ne suffit pas le personnage qu'il incarne apparaît dans un rôle plus développé.
En 2002, dans Meurs un autre jour, Salmon n'est pas satisfait de sa prestation car ses apparitions dans la peau de son personnage de chef d'état-major Robinson ont été réduites. Les auteurs Lee Pfeiffer et Dave Worral sont eux aussi insatisfaits par le fait que les apparitions de Salmon dans Meurs un autre jour soient réduites. Ils ont déclaré dans le livre James Bond le guide officiel que le personnage de Robinson dans le film Meurs un autre jour n'a pas eu un rôle à la hauteur du talent d'acteur et du physique charismatique de Salmon. « À l'encontre du rôle important qu'il tenait dans le film précédent, l'emploi du chef d'état-major de M dans Meurs un autre jour, qui consiste à se faire « assassiner » au cours d'une mission d'entraînement au sein du MI6, se réduit à une peau de chagrin » et ont cependant ajouté que « Le talentueux Colin Salmon possède pourtant, avec sa voix de baryton et son imposant présence physique, un charisme indéniable. Espérons que, le personnage de Robinson, en tant qu'allié de poids de 007 sur le terrain, s'imposera avec plus de force à l'avenir ».
Malheureusement, les souhaits des auteurs Lee Pfeiffer et Dave Worral de voir Colin Salmon et le personnage qu'il incarne s'imposer dans la série des James Bond ne seront pas exaucés. Lassé par le refus des producteurs de développer le personnage de Charles Robinson, il quitte le rôle et souhaite succéder à Pierce Brosnan pour le rôle de James Bond.

#### Candidature pour le rôle de James Bond
En 2003, Salmon va accomplir ce qu'aucun acteur noir n'a jamais fait avant lui : il déclare sa candidature pour le rôle de James Bond afin de succéder à Pierce Brosnan.
Le 24 octobre 2003, dans une interview avec le London Evening Standard, il affirme avoir reçu le soutien de Pierce Brosnan pour sa candidature dans le rôle de James Bond, c'est en employant les termes convenables qu'il exprime cela en déclarant, catégorique : « What can I say ? its the ultimate accolade. There are some great candidates There, but Pierce Brosnan has watched me do five or six screen tests, and he knows I Can do it. » (« Que puis-je dire ? C'est l'accolade finale. Il y a de grands candidats pour le rôle en dehors de moi, mais Pierce m'a regardé tourner cinq ou six bouts d'essais, et il sait que j'en suis capable.) ».
En effet, Salmon interprétait James Bond quand il fallait auditionner les futurs James Bond girls des films James Bond de l'ère Pierce Brosnan. Il a notamment donné la réplique à des actrices comme Monica Bellucci. Au grand regret de Pierce Brosnan qui voulait cette dernière comme James Bond girl, pour le film Demain ne meurt jamais (Tomorrow Never Dies), elle a été recalée au profit de Teri Hatcher,; dans le cadre du casting avec Salmon et les James Bond Girls pour le film Meurs un autre jour (Die Another Day), si l'actrice britannique Rosamund Pike a été choisie parmi les James Bond Girls, par contre, les actrices que sont Saffron Burrows, Sophie Ellis Bextor, et Salma Hayek ont été recalées au profit d'Halle Berry.
Cependant, il y a une kyrielle de candidats pour succéder à Pierce Brosnan car le rôle de James Bond est un des rôles masculins les plus convoités du monde cinématographique, et selon le coproducteur des films James Bond Michael G. Wilson, il y avait officiellement 200 candidats; et malgré le soutien de Pierce Brosnan pour ses interprétations de James Bond lors des auditions, Salmon est considéré par les sociétés de paris britanniques que sont Ladbrokes et William Hill comme étant un « outsider » face à des acteurs de renoms comme Eric Bana, Colin Farrell, Christian Bale, Hugh Grant, Hugh Jackman, Dougray Scott, Ewan McGregor, Goran Visnjic, Clive Owen, Julian McMahon, Sam Worthington, 
Rupert Friend, Alex O'Loughlin, et le plus jeune candidat d'alors Henry Cavill; qui eux par contre, sont considérés par les sociétés de paris britanniques que sont William Hill et Ladbrokes comme étant les principaux favoris pour succéder à Pierce Brosnan pour prendre le rôle de James Bond.
C'est la raison pour laquelle le 2 décembre 2004, les bookmakers de la firme Ladbrokes arrêtent de prendre les paris sur celui qui va incarner James Bond après Pierce Brosnan, après avoir reçu un certain nombre de paris important favorisant l'acteur Salmon. Toutefois, si la société de paris britannique Ladbrokes fait le pas en acceptant six paris de £500 sur Salmon sur une période d'une heure, par contre, la firme rivale William Hill prétend n'avoir reçu aucun pari sur Salmon, les rejetant comme un coup de pub pour « booster » le profil de Salmon; la raison de ce rejet de la part de la société de paris William Hill est dû au fait que Salmon a déjà interprété le rôle de l'agent secret Charles Robinson dans 3 films James Bond.
Néanmoins, ce statut de favori octroyé par la société de paris britannique Ladbrokes va redonner confiance à Salmon dans sa capacité à avoir le rôle de James Bond, introduisant ainsi le matricule 007 dans ses autographes.
Le 15 février 2005, lors d'une interview avec le The Daily Mirror, Pierce Brosnan donne son opinion sur les prétendants à sa succession : « I think Gerard Butler would be great. Colin Salmon would be brilliant but they (producers) don't have the bottle.» (« Je pense que Gerard Butler serait génial. Colin Salmon serait un excellent James Bond mais ils (les producteurs) n'ont pas le cran. »).
Le 5 octobre 2005, lors d'une interview avec le magazine britannique contactmusic, Salmon a confessé avoir été en discussion secrète avec les producteurs de la série des James Bond pour le rôle de l'agent 007, et il déclara que : « If I don't get the part, I won't think it's because I'm black. The producers have proved they can make brave appointements by casting Pierce Brosnan. If you said in the seventies there would be an Irish Bond, people would have thought it was a joke.The process is more political than politics but I really want to be Bond. I know the British public is behind me.»
(« Si je n'obtiens pas le rôle, je ne penserais pas que c'est parce que je suis noir. Les producteurs ont montré qu'ils pouvaient faire des choix courageux en choisissant Pierce Brosnan. Si on avait dit dans les années 1970 qu'un Irlandais incarnerait un jour James Bond, les gens auraient cru à une plaisanterie. Le processus est plus politique que la politique mais je veux vraiment être Bond. Je sais que le public anglais est derrière moi). (Salmon fit une telle déclaration parce qu'il était convaincu que les producteurs allaient dépasser la couleur de peau et rechercher avant tout du charisme pour l'attribution du rôle de James Bond.). 
Quelques semaines plus tard, le 26 octobre 2005, le choix de Daniel Craig pour la succession de Pierce Brosnan a été une grosse surprise pour les fans de l'agent 007 et pour Salmon qui a déclaré :« I only know I'd lost out on the role when it was announced Daniel had got it.» (« J'ai seulement su que je n'avais pas eu le rôle quand c'était annoncé que Daniel l'avait eu »)confia-t-il. 
Salmon a rendu hommage à Daniel Craig en disant notamment que : « Daniel is a good guy and a great actor.»
(« Daniel est un bon gars et un grand acteur »). Cependant, il a aussi présumé que sa carrière dans la série des James Bond était terminée.
Selon le site de BBC News, Daniel Craig a eu le rôle de James Bond parce que la productrice Barbara Broccoli a voulu raconter l'histoire du célèbre agent secret dès ses débuts dans le film Casino Royale, et pour cela il fallait aller sur des bases réalistes tel que l'écrivain Ian Fleming le créateur du personnage fictif de James Bond l'a décrit physiquement dans son roman Casino Royale.

#### Après Charles Robinson (James Bond)
En 1998, c'est-à-dire un an après sa première apparition dans le rôle de Robinson, il joua dans le film fantastique La Sagesse des crocodiles avec l'acteur britannique Jude Law. L'année de sa dernière apparition dans la peau de Robinson, il est aussi apparu dans la minisérie de science-fiction à succès Dinotopia (2002) ; il incarne dans cette série le personnage fictif d'Oonu le chef des skybax.
Le réalisateur Paul W. S. Anderson avec lequel il avait déjà tourné Resident Evil (2002) écrivit pour lui le scénario du film à gros budget américain Alien vs. Predator (2004) ; dans ce film il incarne Maxwell Stafford qui est un des rôles principaux du film ; la particularité de ce film c'est qu'il meurt de la même manière que dans Resident Evil (2002).
En 2005, le réalisateur mythique Woody Allen le sollicite afin qu'il incarne un rôle en caméo dans son film dramatique Match Point.
En 2008, il incarne Hakim Jamal un personnage secondaire dans Braquage à l'anglaise. Dans une interview avec la société de médias The Den of Geek Salmon a reconnu que ses apparitions dans les films de la saga James Bond lui ont permis d'avoir un public sur le plan mondial, il loua aussi le public britannique de l'avoir soutenu pour sa candidature au rôle de James Bond et d'avoir fait preuve d'ouverture pour un James Bond noir.
« Bond was like Christmas: can't wait for it to come around. Being in the films brought me to global audience an I had the opportunity to meet incredible people. The speculation came out from nowhere and was a heartening and humbling experience that still gets mentioned on weekly basis. Public support was very illuminating. I didn't realise how open the public were to a black Bond.»
(« Bond a été comme Noël : ne peut attendre qu'il a à venir autour de. Être dans les films m'a apporté un public global et j'ai eu l'occasion de rencontrer des gens incroyables. La spéculation est sortie de nulle part et a été une expérience réconfortante et une leçon d'humilité qui encore obtient mention sur une base hebdomadaire. Le soutien du public a été incroyable et le débat très éclairant. Je n'ai pas réalisé combien le public était ouvert pour un James Bond noir ».). Il joua le rôle du Doctor Moon dans deux épisodes de la série télévisée culte de science-fiction Doctor Who, mais c'est son interprétation de Louis un videur de boîte de nuit dans le film The Club qui va accroître sa notoriété auprès de la critique et du public. La même année, il joua dans le film Punisher : Zone de guerre (Punisher: War Zone), il incarna l'agent secret du FBI Paul Budiansky qui est un des personnages principaux de ce film.
En 2009, il a voulu devenir le premier acteur noir à incarner Doctor Who mais le rôle a été offert à Matt Smith. Omid Djalili lui offrit le rôle de James Bond dans deux épisodes de sa série The Omid Djalili Show (The Omid Djalili Show est une comédie à sketches britannique). Il tient le rôle vedette d'un surveillant d'examen dans Exam, un thriller d'origine Britannique qui fut bien accueilli par la critique et dirigé par le réalisateur Stuart Hazeldine.

### Les années 2010
En septembre 2012, il est candidat à la 10e saison de l'émission populaire britannique Strictly Come Dancing. Il est éliminé lors de la 5e semaine. C'est la chanteuse Kimberley Walsh qui arrive en finale, et le gymnaste Louis Smith qui remporte cette saison. 
Au même moment il incarne le personnage récurrent de Walter Steele dans la série américaine Arrow, et ce jusqu'en 2014. 
En 2014, il participe à la mini série 24 Heures Chrono : Live Another Day au côté de Kiefer Sutherland et Kim Raver.
En 2018, il incarne le Général Zod dans la série télévisée Krypton.

### Vie privée et engagement
Salmon réside dans le quartier huppé londonien de Notting Hill, il est marié depuis 1988 avec la peintre Fiona Hawthorne; ils se sont rencontrés en 1986, devant le Tricycle Theatre quand Salmon était encore artiste de rue, ils ont quatre enfants: Sasha, Rudi, Eden, et Ben. Il est responsable chez Apple du programme notschool.net ; c'est un programme dont le but est d'aider les enfants en difficulté scolaire.
Il est impliqué dans le Carnaval de Notting Hill,, il est mécène pour African-Caribbean Leukaemia Trust et Richard's House Children's Hospice; il est Président des gouverneurs de Saint Anne's and Avondale Park Nursery School, et un ambassadeur pour The Prince's Trust une organisation caritative fondée en 1976 par le Prince Charles dont le but est d'aider les jeunes les plus démunis.
Salmon aime le cricket, est aussi un amateur de golf, il a mis à profit ses talents de golfeur en participant au Samuel L. Jackson Shooting Stars Benefits-Golf Tournament, un tournoi annuel de golf de trois jours à but caritatif organisé par son ami l'acteur Afro-Américain Samuel L. Jackson. Le but de ce tournoi de golf est de recueillir des fonds pour une œuvre caritative.
Dans une interview d'août 2021, Salmon a expliqué comment la maladie du covid-19 l'avait affecté lui et sa famille, et il a remercié les médecins d'avoir fait le nécessaire pour le maintenir en vie.

## Impact culturel et influences
- Bien qu'il n'ait pas eu le rôle de James Bond, Colin Salmon grâce à son physique imposant, est parvenu à l'idée populaire qu'on se fait de James Bond s'il devait être noir, devant notamment l'acteur britannique Idris Elba (ce dernier a été considéré par l'écrivain Britannique Anthony Horowitz comme étant un acteur très talentueux, mais n'ayant pas le charisme requis pour incarner James Bond); devenant ainsi après Sidney Poitier et Denzel Washington, l'acteur dont l'influence a eu l'impact la plus positive dans la communauté noire. En effet, étant le premier acteur noir à interpréter James Bond à plusieurs reprises lors des auditions aux côtés des James Bond girl, ses interprétations ont eu pour effet de crédibiliser les acteurs noirs dans des rôles requérant du sex appeal, redonnant ainsi aux noirs dans le monde cinématographique ce que les critiques ont toujours reproché à Sidney Poitier notamment le manque de sex-appeal de ses beaux rôles d'une part[83], et d'autre part, étant le premier acteur noir à se porter candidat au rôle prestigieux de James Bond, sa candidature au rôle de James Bond l'a définitivement érigé en « rôle-model » pour les acteurs noirs, car elle a eu une influence considérable sur des vedettes noirs du cinéma et de la musique comme Will Smith[84], Jamie Foxx[85], Idris Elba[86], et Sean Combs[87].

- Colin Salmon est devenu aussi une source d'inspiration pour certains écrivains noirs comme l'écrivain d'origine nigériane Chika Onyeani qui s'est inspiré de lui pour créer le personnage fictif de Chima Amadi[88], un équivalent noir de James Bond dans son roman le best-seller The Broederbond Conspiracy[89], afin que les acteurs noirs ne se portent plus candidat pour le rôle de James Bond.

- Sa performance dans la deuxième saison de Suspect numéro 1 a suscité l'engouement du public pour les acteurs noirs, et surtout pour les inspecteurs noirs dans les séries télévisées américaines et britanniques, permettant ainsi l'émergence en France des acteurs comme Thierry Desroses dans des rôles d'inspecteurs dans les séries télévisées policières françaises.

## Filmographie

### Cinéma
- 1994 : Passion sous surveillance (Captives) : Towler
- 1995 : All Men Are Mortal : Chas
- 1996 : Frantz Fanon : Peau noire, masque blanc (Frantz Fanon: Black Skin, White Mask) : Frantz Fanon
- 1997 : Demain ne meurt jamais (Tomorrow Never Dies) : Charles Robinson
- 1998 : La Sagesse des crocodiles (The Wisdom of Crocodiles) : Martin
- 1999 : Le monde ne suffit pas (The World is Not Enough) : Charles Robinson
- 1999 : Fanny and Elvis : Alan
- 2001 : My Kingdom : The Chair
- 2002 : Resident Evil : One
- 2002 : Meurs un autre jour (Die Another Day) : Charles Robinson
- 2003 : The Statement : Father Patrice
- 2004 : Freeze Frame : Detective Mountjoy
- 2004 : Alien vs. Predator  : Maxwell Stafford
- 2005 : Naked in London : Ralph
- 2005 : Match Point : Ian
- 2007 : Love Story : Dan
- 2008 : 8.3 Minutes : Professor Chamer
- 2008 : Braquage à l'anglaise (The Bank Job) : Hakim Jamal
- 2008 : Credo : Dr. Reynolds
- 2008 : Punisher : Zone de guerre (Punisher: War Zone) : Paul Budiansky
- 2009 : The Club (Clubbed) : Louis
- 2009 : Blood:The Last Vampire: Powell
- 2009 : Exam: Invigilator
- 2010 : Shank : Boogie
- 2010 : The Rapture : Jean-Paul
- 2010 : Just For the Record : Maynard Stark
- 2010 : Devil's Playground : Peter White
- 2010 : Stalker : Léo Fox
- 2011 : High Chicago : Sam
- 2012 : Resident Evil : Retribution 3D : One
- 2015 : La Chute de Londres (London Has Fallen) de Babak Najafi
- 2016 : Criminal d'Ariel Vromen
- 2018 : Mortal Engines de Christian Rivers
- 2021 : Nobody d'Ilya Naishuller : Banion
- 2022 : La Proie du diable (The Devil's Light) de Daniel Stamm
- 2025 : Nobody 2 de Timo Tjahjanto : Banion

### Télévision
- 1992 : Suspect numéro 1 (épisode : Opération Nadine) (Prime Suspect 2) : sergent Robert Oswald
- 1996 : Les Contes de la crypte (Saison 7, épisode 6)
- 2002 : Dinotopia : Oonu
- 2003 : Keen Eddie Saison 1 : Superintendant Nathanial Johnson
- 2004 : Hex : La Malédiction Saison 1 : David Tyrel
- 2008 : Doctor Who Saison 4 : La Bibliothèque des Ombres : Dr Moon
- 2008 : L'Agence N°1 des dames détectives (Épisode "Un authentique Diamant du Botswana")
- 2009 : L'Équation de l'apocalypse : Raja Bahir
- 2009 : Merlin : Aglain (saison 2, épisode 3)
- 2010 : Strike Back : James Middleton (saison 1, épisode 3)
- 2011 : Meurtres au paradis
- 2012 : Arrow : Walter Steele
- 2014 : 24 heures chrono Saison 9 : général Coburn
- 2015 : The Musketeers Saison 2 : Tariq Alaman
- 2015 : Limitless Saison 1 : M. Sands
- 2015 : Master of None Saison 1 : lui-même
- 2015 : No offence : commissaire Darren Maclaren
- 2018 : Krypton : Général Zod

### Documentaires
- 2005 : Soul Deep: The Story of Black Popular Music : le narrateur (voix originale - minisérie)
- 2005 : Empires: Holy Warriors - Richard the Lionheart and Saladin : le narrateur () (voix originale - téléfilm)
- 2005 : Revealed : le narrateur (voix originale - série télévisée, 1 épisode)
- 2008 : Black Power Salute : le narrateur (voix originale - téléfilm)
- 2009 : Oil Spill: The Exxon Valdez Disaster : le narrateur (voix originale - téléfilm)
- 2013 : Bond's Greatest Moments : lui-même
- 2013 : Skyfall: Modern Day Bond : le narrateur (voix originale - téléfilm)

### Jeux vidéo
- 2019 : Carson dans le jeu PS4 VR "Blood & Truth"
- 2021 : Night Book : Vito

## Distinctions
- 1993 : Colin Salmon a été classé parmi « les 50 plus belles célébrités du monde » (« 50 Most Beautiful People ») par People Magazine's 50 Most Beautiful People qui était un numéro spécial annuel du magazine People. Depuis 2006, People Magazine's 50 Most Beautiful People est devenu People Magazine's 100 Most Beautiful People.

## Voix francophones
En France, Thierry Desroses est la voix française la plus régulière de Colin Salmon. Jean-Paul Pitolin, et Jean-Louis Faure l'ont également doublé respectivement à cinq et quatre reprises.
En France
| - Thierry Desroses dans : - Demain ne meurt jamais - Le monde ne suffit pas - Resident Evil - Meurs un autre jour - Alien vs. Predator - Punisher : Zone de guerre - Merlin (série télévisée) - Strike Back (série télévisée) - Resident Evil: Retribution - Criminal : Un espion dans la tête - Mortal Engines - Nobody - Nobody 2 - Jean-Paul Pitolin, dans (les séries télévisées) : - Dinotopia (mini-série) - Keen Eddie - Hex : La Malédiction - No Offence - Limitless - Jean-Louis Faure (*1953 - 2022) dans : - Journal intime d'une call girl (série télévisée) - Arrow (série télévisée) - 24: Live Another Day (série télévisée) - La Chute de Londres | - Frantz Confiac, dans : - Braquage à l'anglaise - Londres, police judiciaire (série télévisée) - Krypton (série télévisée) - Lionel Henry dans : - Suspect numéro 1 (série télévisée) - Meurtres au paradis (série télévisée) - Günther Germain dans (les séries télévisées) : - Affaires non classées - MI-5 Et aussi - Christophe Peyroux dans La Sagesse des crocodiles - Ériq Ebouaney dans Crime contre l'humanité - Erwin Grünspan (*1973 - 2021) dans The Club - Bruno Henry dans Blood: The Last Vampire - Antoine Tomé dans Freestyle - Saïd Amadis dans The Musketeers (série télévisée) - Gilles Morvan dans Master of None (série télévisée) - Rody Benghezala dans La Proie du diable - Daniel Njo Lobé dans The Lazarus Project (série télévisée) |

Au Québec
- Benoît Rousseau dans Resident Evil
- Sébastien Dhavernas dans Alien vs. Predator
- Marc-André Bélanger dans Braquage à l'anglaise
- Patrick Chouinard dans La Chute de Londres
- James Hyndman dans Mortal Engines

## Particularité
- Son équipe favorite est le Luton Town Football Club[96].

### Sources
- Lee Pfeiffer, Dave Worral, James Bond, Le guide officiel 007, p. 185, p. 198, p. 209, Flammarion, 2005,  (ISBN 2-08-011405-0).
- Alastair Dougall, illustrations de Roger Stewart, James Bond, Le monde secret de 007, p. 10, p. 11, p. 12, p. 13, p. 17, p. 166, mars 2009,  (ISBN 978-2-35726-013-9).
- Laurent Bouzereau, James Bond, l'art d'une légende : du story-board à l'écran, p. 126 Flammarion, Paris, 2006,  (ISBN 2-08-011643-6).
- Nos films de toujours, éd. Larousse, 2008, p. 299,  (ISBN 978-2-03-582660-2).
- Le dictionnaire du cinéma Les Acteurs, éd. Robert Laffont, S.A, 2007, p. 825-826,  (ISBN 978-2-221-10895-6).
- James Bond Encyclopedia, The role of Bond (Sean Connery) p. 24, John Cork and Stutz  (ISBN 978-1-40534-430-2)